# تحصیل بهاولپور
تحصیل بهاولپور (به انگلیسی: Bahawalpur Tehsil) یکی از تحصیل‌های پنجاب، پاکستان در پاکستان است که در پنجاب واقع شده‌است.